# Ludmila Kousalová-Kosinová
Ludmila Kousalová-Kosinová (14. listopadu 1882 Jičín – ?) byla česká sociální pracovnice.

## Životopis
Rodiče Ludmily byli Josef Kosina, příručí v jičínském cukrovaru, později knihkupec a Leopoldina Kosinová-Pažoutová z Písku. Měla bratra Miloslava (1886–1888). Vdala se 9. 4. 1907 za Jakuba Kousala soudního radu v Hradci Králové, který se narodil 20. 4. 1875. Měli spolu syna RNDr. Jiří Kousala (1908–1988).
Ludmila byla osvětová pracovnice, činná v literárních, ochotnických a knihovních spolcích. Přispívala do Ženských listů, Chrudimského kraje a do Nové síly. V Jičíně bydlela na adrese Valdštejnské předměstí 111.